# لوسین بودریه
لوسین بودریه (فرانسوی: Lucien Baudrier‎; ۱۳ دسامبر ۱۸۶۱ – ۲۲ اکتبر ۱۹۳۰) قایقران قایق بادبانی اهل فرانسه بود.